# Самора, Сауль
Сауль Самора Ромеро (исп. Saúl Zamora Romero; род. 26 марта 2003, Леон, Гуанахуато) — мексиканский футболист, полузащитник клуба «Гвадалахара».

## Клубная карьера
Самора — воспитанник клуба «Леон». 12 января 2020 года в матче против «Керетаро» он дебютировал в мексиканской Примере. В 2023 году Самора перешёл в «Гвадалахару», где начал выступать за дублирующий состав.

## Международная карьера
В 2022 году в составе молодёжной сборной Мексики Самора принял участие в молодёжном Кубке КОНКАКАФ в Гондурасе. На турнире он сыграл в матчах против сборных Суринама, Тринидада и Тобаго, Гаити и Пуэрто-Рико.